# لورنسو روبلدو
لورنسو روبلدو (اسپانیایی: Lorenzo Robledo‎؛ ‏ ۳ ژوئیهٔ ۱۹۱۸ – سپتامبر ۲۰۰۶) بازیگر اهل اسپانیا بود.
از فیلم‌هایی که وی در آن نقش داشته‌است، می‌توان به انتقام زورو، به خاطر یک مشت دلار، خوب، بد، زشت، به خاطر چند دلار بیشتر، سرباز حرفه‌ای، داغ ننگ، مردی با چهره عجیب به‌دنبال توست تا تو را بکشد، چهار سرنوشت شوم و روزی روزگاری در غرب اشاره کرد.